# Frieder Jelen
Frieder Jelen (* 29. September 1943 in Kittlitz) ist ein deutscher Theologe, Politiker (CDU) und Schriftsteller.

## Leben und Beruf
Nach dem Besuch des Gymnasiums in Moritzburg und dem Sonderabitur an der Universität Greifswald studierte Jelen von 1962 bis 1967 Theologie an den Universitäten Greifswald und Rostock. Er legte beide theologischen Staatsexamen ab, war zunächst als Assistent am Ökumenischen Institut der Evangelischen Kirchen in Berlin tätig und wurde anschließend Vikar sowie persönlicher Referent des Bischofs zu Greifswald. Später erhielt er eine Stelle als Pfarrer in der St.-Katharinen-Kirche in Middelhagen auf der Insel Rügen.

## Partei
Frieder Jelen trat im Sommer 1989 der Ost-CDU bei. Er war nach der politischen Wende vom 18. März 1990 bis zum 2. Oktober 1990 Mitglied der ersten frei gewählten DDR-Volkskammer. Von 1990 bis 1994 Mitglied des Landtags von Mecklenburg-Vorpommern. Er war zeitweise Landesvorsitzender des Evangelischen Arbeitskreises (EAK) der CDU Mecklenburg-Vorpommern.

## Öffentliche Ämter
Jelen wurde am 20. April 1993 als Minister für Umwelt in die von Ministerpräsident Berndt Seite geführte Regierung des Landes Mecklenburg-Vorpommern berufen. Nach der Bildung einer Koalition aus CDU und SPD schied er am 9. Dezember 1994 aus der Regierung aus. Von 1995 bis 2000 war er Bürgerbeauftragter des Landes Mecklenburg-Vorpommern. Von 2000 bis 2008 war er Landrat des Kreises Demmin und bis 30. September 2008 stellvertretender Vorsitzender des Verwaltungsrates der Sparkasse Neubrandenburg-Demmin.

## Schriften (Auswahl)
Frieder Jelen veröffentlichte lyrische Gedichte und Prosa.
- Garten mein Verliess. Gedichte. Stock und Stein, Schwerin 1997, ISBN 3-932370-10-4.
- ... dann träumen. Druckhof Gampe, Bergen 2000.
- Meine Hiddensee-Memoralien. In: Renate Seydel (Hrsg.): Hiddensee. Geschichten von Land und Leuten. Ullstein, München 2000, ISBN 3-548-24967-1.
- Frühstück bis in die Nacht. Gedichte. Koch, Rostock 2008, ISBN 978-3-938686-81-2.